# Književnost u 1904.
◄◄ | ◄ | 1901. | 1902. | 1903. | 1904.  | 1905. | 1906. | 1907. | ► | ►►
Arhitektura • Astronomija • Biologija • Film • Fotografija • Glazba • Kazalište • Kemija • Kiparstvo • Knjige • Književnost • Kršćanstvo • Meteorologija • Medicina • Planinarstvo • Politika • Pravo • Promet • Slikarstvo • Strip • Šport • Televizija • Znanost • Zrakoplovstvo • Željeznički promet
Književnost u 1904.

## Svijet

### Književna djela
- Nostromo Josepha Conrada

### Nagrade i priznanja
- Nobelova nagrada za književnost:

### Smrti
- 15. srpnja – Anton Pavlovič Čehov, ruski književnik (* 1860.)

## Hrvatska i u Hrvata

### Smrti
- 13. svibnja – Eugen Kumičić, hrvatski književnik i političar (* 1850.)

## Vanjske poveznice
|  | Zajednički poslužitelj ima još gradiva o temi Književnost u 1904. |